# T-18
T-18 je bil lahki tank sovjetske zveze. 

## Zgodovina tanka
Tank je oblikoval profesor V. Zaslavsky, ki je delal v novem biroju. Tank je oblikoval po zgledu drugih uspešnih tankov. Motor, ki je imel 55 konjskih moči, je bil kopija motorja iz tanka Renault FT-17. Izdelovali pa so ga v tovarni AMO Factory. Top 37 mm je bil modificirana kopija francoskega topa Hotchkiss SA 18. 
Prototip imenovan T-16 je bil testiran junija leta 1927. V juliju je bil z nekaj izboljšavami izbran za nadaljnjo proizvodnjo kot tank T-18. Tank se je izdeloval v tovarni Leningrad Obukhov Factory (kasneje preimenovano v Bolshevik Factory). Proizvodnja se je začela maja 1928. Pri prvih tridesetih tankih se je pokazala resna napaka, zato se je projekt med svojo proizvodnjo še nekajkrat ustavil in ponovno zagnal z izboljšavami. Med letoma 1929 in 1931 so naredili 960 tankov. 
Iz eksperimentalnega tanka T-16 je nastalo še nekaj takšnih tankov. Leta 1931 sta nastala tanka T-19 z 90 konjskimi močmi in T-20 z 60 konjskimi močmi.